# Brachysporiella pulchra
Brachysporiella pulchra är en svampart som först beskrevs av Chirayathumadom Venkatachalier Subramanian, och fick sitt nu gällande namn av S. Hughes 1979. Brachysporiella pulchra ingår i släktet Brachysporiella, ordningen Sordariales, klassen Sordariomycetes, divisionen sporsäcksvampar och riket svampar.   Inga underarter finns listade i Catalogue of Life.